# 施泰因格魯本科格爾山 (維內迪傑山脈)

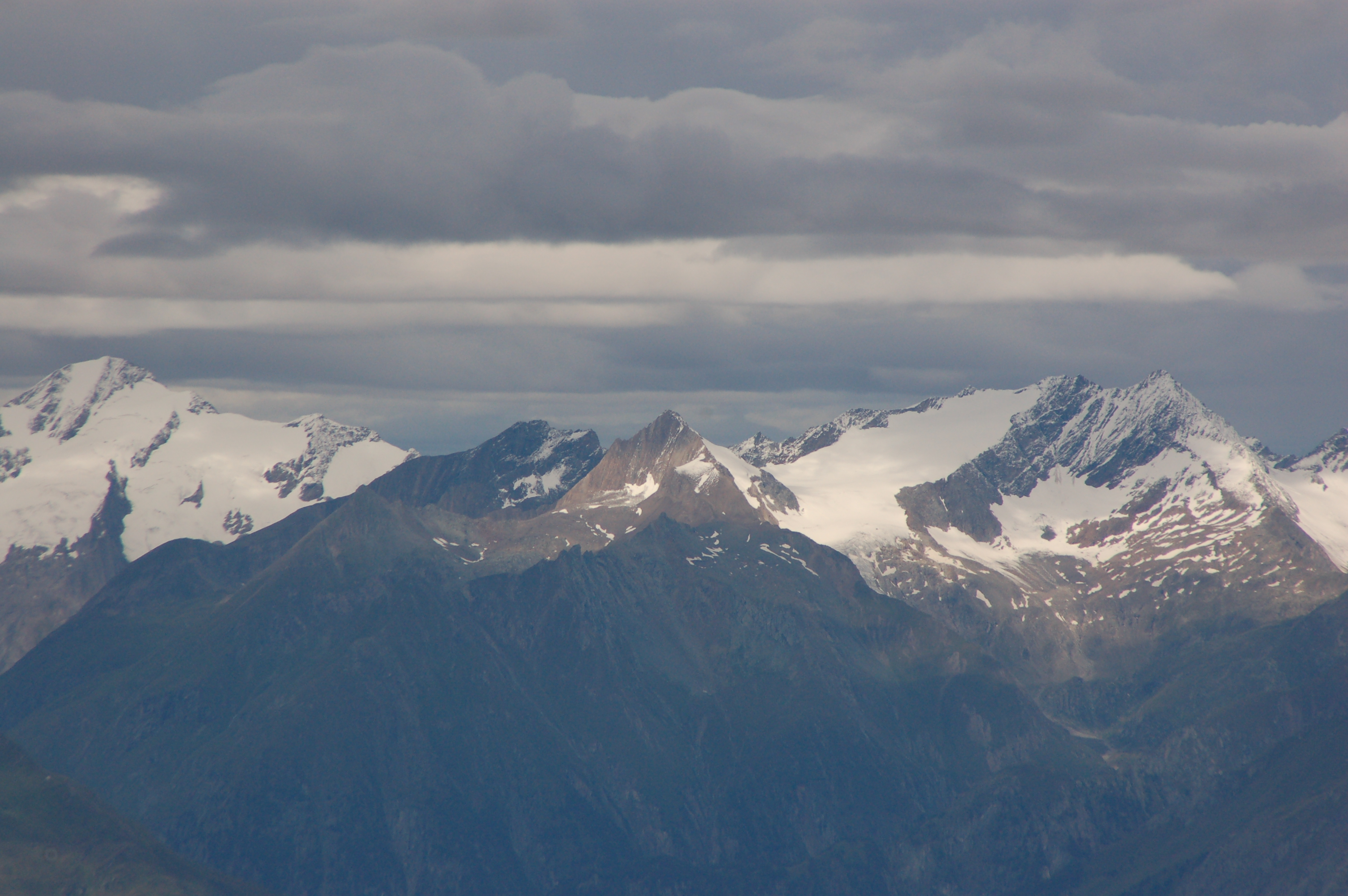

47°01′54″N 12°15′23″E / 47.031555°N 12.256344°E
施泰因格魯本科格爾山（德語：Steingrubenkogel），是奧地利的山峰，位於該國西部，由蒂羅爾州負責管轄，屬於維內迪傑山脈的一部分，距離奎爾山0.92公里，海拔高度3,228米，人類在1904年7月15日首次登頂。